# 格林瓦爾 (堪薩斯州)
格林瓦爾（英語：Greenvale）是位於美國堪薩斯州拉塞爾縣的一個鬼鎮。

## 歷史
格林瓦爾的郵政局於1878年設立，直到1890年結束營運。

## 地理
格林瓦爾所處的海拔為高於海平面515米（即1690英呎），而該地所採用的時區為UTC-6，即北美中部時區（CST）。同時該地設有夏令時間，為UTC-6調快一小時，即UTC-5（CDT）。